# Abomey-Calavi
Abomey-Calavi – miasto w Beninie, w departamencie Atlantique. Położone jest na zachodnim brzegu jeziora Nokoué, około 20 km na północ od miasta Kotonu. W spisie ludności z 2002 roku liczyło 307 745 mieszkańców.

## Nauka i oświata
W mieście funkcjonuje uniwersytet.